# Банківська ліквідність
Бáнківська ліквíдність — здатність банку погасити у термін зобов'язання, яка визначається відношенням і структурою активів і пасивів банку.